# Vicus Augusti
Vicus Augusti (łac. Diocesis a Vico Augusti) – stolica historycznej diecezji w Cesarstwie rzymskim w prowincji Byzacena, współcześnie w Tunezji. Obecnie katolickie biskupstwo tytularne.

## Biskupi tytularni
| Lp. | Biskup                   | Funkcja                                          | Od                  | Do              |
| --- | ------------------------ | ------------------------------------------------ | ------------------- | --------------- |
| 1   | Nikol Ġużeppi Cauchi     | biskup pomocniczy Gozo (Malta)                   | 24 lutego 1967      | 20 lipca 1972   |
| 2   | Giulio Salimei           | biskup pomocniczy Rzymu (Włochy)                 | 6 października 1973 | 3 stycznia 1998 |
| 3   | Alberto Campos Hernández | wikariusz apostolski San José de Amazonas (Peru) | 17 stycznia 1998    |                 |